# Malcom Filipe Silva de Oliveira
Malcom Filipe Silva de Oliveira vagy röviden Malcom (São Paulo, 1997. február 26. –) brazil válogatott labdarúgó, az el-Hilál játékosa.

## Pályafutása

### Klubcsapatban

#### Corinthians
Malcom a Corinthians akadémiáján nevelkedett, 2014-ben Mano Menezes vitte fel először a felnőtt csapat keretéhez. Az élvonalban a 2015-ös országos bajnokság ideje alatt mutatkozott be. Összesen 73 tétmérkőzésen tíz gólt szerzett a csapat színeiben, amellyel 2015-ben bajnokságot nyert.

#### Girondins Bordeaux
2016. január 31-én igazolta le a francia Girondins Bordeaux. Itt hamar a szurkolók egyik kedvence lett látványos játéka miatt. Három szezon alatt 96 tétmérkőzésen 23 gólt szerzett a csapatban.

#### Barcelona
2018 júliusában szinte biztosnak látszott, hogy Malcom az olasz AS Roma csapatához igazol, azonban a Barcelona ráígért az olasz klub ajánlatára, így a brazil középpályás 2018. július 24-én a katalánokhoz írt alá öt évre, 41 millió euróért.

#### Zenyit
2019. augusztus 2-án öt évre írt alá a Zenyit Szankt-Petyerburg csapatához.

#### El-Hilál
2023. július 26-án jelentette be az el-Hilál a szerződtetését.

### A válogatottban
A brazil U20-as válogatottal részt vett a 2015-ös dél-amerikai U20-as labdarúgó-bajnokságon, ahol a negyedik helyen végeztek, ő pedig egy gólt szerzett hat mérkőzés alatt. A 2015-ös U20-as labdarúgó-világbajnokságon öt mérkőzésen lépett pályára, Brazília a döntőben kapott ki Szerbiától és szerzett ezüstérmet.

## Statisztika

### Klub
2018. május 19-én frissítve.
|                |                |               |           |               |               |               |          |                 |                 |                  |                  |               |          |
| Klub           | Szezon         | Bajnokság     | Bajnokság | Országos kupa | Országos kupa | Ligakupa      | Ligakupa | Nemzetközi kupa | Nemzetközi kupa | Állami bajnokság | Állami bajnokság | Összesen      | Összesen |
| Klub           | Szezon         | Pályára lépés | Gól       | Pályára lépés | Gól           | Pályára lépés | Gól      | Pályára lépés   | Gól             | Pályára lépés    | Gól              | Pályára lépés | Gól      |
| Corinthians    | 2014           | 20            | 2         | 3             | 0             | —             | —        | 0               | 0               | 2                | 0                | 24            | 2        |
| Corinthians    | 2015           | 31            | 5         | 2             | 0             | —             | —        | 3               | 0               | 10               | 3                | 46            | 8        |
| Corinthians    | Összesen       | 51            | 7         | 5             | 0             | —             | —        | 3               | 0               | 12               | 3                | 73            | 10       |
| Bordeaux       | 2015–16        | 12            | 1         | 1             | 1             | 0             | 0        | 0               | 0               | —                | —                | 13            | 2        |
| Bordeaux       | 2016–17        | 37            | 7         | 4             | 2             | 4             | 0        | —               | —               | —                | —                | 45            | 9        |
| Bordeaux       | 2017–18        | 35            | 12        | 1             | 0             | 0             | 0        | 2               | 0               | —                | —                | 38            | 12       |
| Bordeaux       | Összesen       | 84            | 20        | 6             | 3             | 4             | 2        | 2               | 0               | —                | —                | 96            | 23       |
| Karrier összes | Karrier összes | 135           | 27        | 11            | 3             | 4             | 2        | 5               | 0               | 12               | 3                | 169           | 33       |

## Sikerei, díjai

### Klub
- Corinthians
  - Brazil bajnok: 2015

- Barcelona
  - Spanyol bajnok: 2018–2019

- Zenyit Szankt-Petyerburg
  - Orosz bajnok: 2019–20, 2020–21, 2021–22, 2022–23
  - Orosz kupa: 2019–20
  - Orosz szuperkupa: 2020, 2021, 2022, 2023

### Válogatott
- Brazília U20
  - U20-as világbajnokság döntős: 2015[13][14]

- Brazília U23
  - Olimpiai játékok: 2020

## További információ
- Profil Ogol.com
- Profil Ligue 1.com
- Profil Archiválva 2018. július 24-i dátummal a Wayback Machine-ben Girondins.com